# Матусівська сільська територіальна громада
Ма́тусівська сільська об'єднана територіальна громада — об'єднана територіальна громада в Україні, у складі Звенигородського району Черкаської області. Адміністративний центр — село Матусів.
Площа громади — 100,12 км², населення — 4022 мешканці (2018).

## Історія
Громада утворена 7 квітня 2017 року шляхом об'єднання Матусівської та Станіславчицької сільських рад Шполянського району.

## Склад
До складу громади входять:
| Населений пункт    | Населення, осіб (2001) |
| ------------------ | ---------------------- |
| Матусів, село      | 4507                   |
| Станіславчик, село | 643                    |